# أوزيبيو نيتو
أوزيبيو نيتو هو لاعب كرة قدم برازيلي في مركز الدفاع، ولد في 20 أكتوبر 1990 في Gararu ‏ في البرازيل. لعب مع إشتوريل برايا.

## وصلات خارجية
- أوزيبيو نيتو على موقع قاعدة بيانات كرة القدم.إي يو (الإنجليزية)
- أوزيبيو نيتو على موقع Soccerway.com (الإنجليزية)